# Wereldkampioenschappen kunstschaatsen 1953
De Wereldkampioenschappen kunstschaatsen 1953 werden gevormd door vier toernooien die door de Internationale Schaatsunie werden georganiseerd.
Voor de mannen was het de 44e editie, voor de vrouwen de 34e, voor de paren de 32e en voor de ijsdansers de tweede editie. De kampioenschappen vonden plaats van 8 tot en met 15 februari in Davos, Zwitserland. Davos was voor de tiende maal gaststad voor een WK evenement, voor Zwitserland was het de twaalfde keer dat het als gastland optrad, in 1914 en 1933 waren respectievelijk Sankt Moritz en Zürich gaststad. De mannen streden voor de zesde keer om de wereldtitel in Davos, de vrouwen voor de vijfde keer, de paren voor de derde keer en de ijsdansers voor de eerste keer.

## Deelname
Er namen deelnemers uit elf landen deel aan deze kampioenschappen. Zij vulden een recordaantal van 56 startplaatsen in.
Namens België debuteerde het paar Charlotte Michiels / Gaston Van Ghelder bij het paarrijden. Namens Nederland kwam Alida Elisabeth Stoppelman (Lidy) voor de derde keer uit in het vrouwentoernooi en namen de paren Lydia Boon / Adrian van Dam en Catharina Odink / Jacobus Odink deel bij het ijsdansen.
(Tussen haakjes het totaal aantal startplaatsen in de vier toernooien.)
| Verenigd Koninkrijk (12) Verenigde Staten (11) Canada (6) West-Duitsland (6) | Zwitserland (5) Hongarije (4) Oostenrijk (4) Nederland (3) | België (1) Frankrijk (1) Italië (1) |

## Medailleverdeling
Bij de mannen werd Hayes Alan Jenkins de veertiende wereldkampioen. Hij was de tweede Amerikaan die de wereldtitel behaalde, Richard Button werd van 1948-1952 vijf jaar opeenvolgend wereldkampioen. Voor Jenkins was het zijn derde medaille, in 1950 en 1952 won hij beide keren brons. James Grogan werd voor het derde opeenvolgende jaar tweede, het was ook zijn derde medaille. Carlo Fassi eindigde op de derde plaats en behaalde daarmee de eerste medaille voor Italië in een van de vier WK toernooien.
Bij de vrouwen werd Tenley Albright de twaalfde wereldkampioene en de eerste Amerikaanse. Gundi Busch en Valda Osborn werden respectievelijk tweede en derde. Voor alle drie de vrouwen was het hun eerste medaille.
Bij de paren veroverden broer en zus Jennifer en John Nicks als vijftiende paar de wereldtitel. Ze waren het tweede Britse paar dat de wereldtitel bij de paren veroverden, het paar Phyllis Johnson / James H. Johnson veroverde deze in 1909 en 1912. Het was hun vierde opeenvolgende medaille, in 1950 werden ze tweede, in 1951 en 1952 derde. Het paar Dafoe / Bowden behaalde met de zilveren medaille hun eerste medaille. Voor broer en zus Marianne en László Nagy die de bronzen medaille wonnen was het hun tweede medaille, in 1950 werden ook derde.
Bij het ijsdansen was het erepodium een kopie van het vorige jaar. Bij de paren had deze situatie zich in 1937, 1939 en 1952 voor gedaan.
| Discipline | Goud                           | Zilver                        | Brons                       |
| ---------- | ------------------------------ | ----------------------------- | --------------------------- |
| Mannen     | Hayes Alan Jenkins             | James Grogan                  | Carlo Fassi                 |
| Vrouwen    | Tenley Albright                | Gundi Busch                   | Valda Osborn                |
| Paren      | Jennifer Nicks / John Nicks    | Frances Dafoe / Norris Bowden | Marianne Nagy / László Nagy |
| IJsdansen  | Jean Westwood / Lawrence Demmy | Joan Dewhirst / John Slater   | Carol Peters / Daniel Ryan  |

## Uitslagen
| #      | naam (deelname)        | land                                  | pc    |
| ------ | ---------------------- | ------------------------------------- | ----- |
| Goud   | Hayes Alan Jenkins (5) | Vlag van Verenigde Staten (1912-1959) | 13    |
| Zilver | James Grogan (5)       | Vlag van Verenigde Staten (1912-1959) | 16    |
| Brons  | Carlo Fassi (4)        | Vlag van Italië                       | 36    |
| 4      | Ronald Robertson       | Vlag van Verenigde Staten (1912-1959) | 37    |
| 5      | Alain Giletti (2)      | Vlag van Frankrijk                    | 44    |
| 6      | Dudley Richards (3)    | Vlag van Verenigde Staten (1912-1959) | 49    |
| 7      | Peter Firstbrook (2)   | Vlag van Canada 1921-1957             | 59    |
| 8      | Peter Dunfield         | Vlag van Canada 1921-1957             | 73    |
| 9      | Michael Booker         | Vlag van Verenigd Koninkrijk          | 81    |
| 10     | Freimut Stein (2)      | Vlag van Bondsrepubliek Duitsland     | 88    |
| 11     | Kurt Oppelt (2)        | Vlag van Oostenrijk                   | 102   |
| 12     | Hubert Köpfler         | Vlag van Zwitserland                  | 106   |
| 13     | Gyorgy Czakó           | Vlag van Hongarije (1949-1956)        | 115   |
| -      | Klaus Loichinger       | Vlag van Bondsrepubliek Duitsland     | t.z.t |

| #      | naam (deelname)                | land                                  | pc     |
| ------ | ------------------------------ | ------------------------------------- | ------ |
| Goud   | Tenley Albright (3)            | Vlag van Verenigde Staten (1912-1959) | 7      |
| Zilver | Gundi Busch (3)                | Vlag van Bondsrepubliek Duitsland     | 16     |
| Brons  | Valda Osborn (5)               | Vlag van Verenigd Koninkrijk          | 28     |
| 4      | Carol Heiss                    | Vlag van Verenigde Staten (1912-1959) | 27     |
| 5      | Suzanne Morrow (5)             | Vlag van Canada 1921-1957             | 28     |
| 6      | Vera Smith (2)                 | Vlag van Canada 1921-1957             | 48     |
| 7      | Margaret Anne Graham (2)       | Vlag van Verenigde Staten (1912-1959) | 49     |
| 8      | Yvonne Sugden (2)              | Vlag van Verenigd Koninkrijk          | 53     |
| 9      | Erica Batchelor (2)            | Vlag van Verenigd Koninkrijk          | 70     |
| 10     | Ann Robinson                   | Vlag van Verenigd Koninkrijk          | 74     |
| 11     | Annelies Schilhan (2)          | Vlag van Oostenrijk                   | 72     |
| 12     | Mary Kenner                    | Vlag van Canada 1921-1957             | 86     |
| 13     | Norma Skevington               | Vlag van Verenigd Koninkrijk          | 83     |
| 14     | Rose Pettinger                 | Vlag van Bondsrepubliek Duitsland     | 97     |
| 15     | Doris Zerbe (2)                | Vlag van Zwitserland                  | 109    |
| 16     | Margaret Dean                  | Vlag van Verenigde Staten (1912-1959) | 112    |
| 17     | Jolande Jobin (3)              | Vlag van Zwitserland                  | 112    |
| 18     | Eszter Jurek                   | Vlag van Hongarije (1949-1956)        | 129    |
| 19     | Alida Elisabeth Stoppelman (3) | Vlag van Nederland                    | 130    |
| -      | Helga Dudzinski (3)            | Vlag van Bondsrepubliek Duitsland     | t.z.t. |

| #      | naam (deelname)                           | land                              | pc   |
| ------ | ----------------------------------------- | --------------------------------- | ---- |
| Goud   | Jennifer Nicks (6) John Nicks (6)         | Vlag van Verenigd Koninkrijk      | 10.5 |
| Zilver | Frances Dafoe (2) Norris Bowden (2)       | Vlag van Canada 1921-1957         | 16   |
| Brons  | Marianne Nagy (4) László Nagy (4)         | Vlag van Hongarije (1949-1956)    | 23.5 |
| 4      | Silvia Grandjean (3) Michel Grandjean (3) | Vlag van Zwitserland              | 24   |
| 5      | Peri Horne (2) Raymond Lockwood (2)       | Vlag van Verenigd Koninkrijk      | 39   |
| 6      | Sissy Schwarz (2) Kurt Oppelt (2)         | Vlag van Oostenrijk               | 43.5 |
| 7      | Jean Higson Robert Hudson                 | Vlag van Verenigd Koninkrijk      | 44.5 |
| 8      | Eva Szőllősy Gabor Vida                   | Vlag van Hongarije (1949-1956)    | 57   |
| 9      | Eva Neeb Karl Probst                      | Vlag van Bondsrepubliek Duitsland | 61   |
| 10     | Charlotte Michiels Gaston Van Ghelder     | Vlag van België                   | 66   |

| #      | naam (deelname)                       | land                                  | pc |
| ------ | ------------------------------------- | ------------------------------------- | -- |
| Goud   | Jean Westwood (2) Lawrence Demmy (2)  | Vlag van Verenigd Koninkrijk          | 6  |
| Zilver | Joan Dewhirst (2) John Slater (2)     | Vlag van Verenigd Koninkrijk          | 10 |
| Brons  | Carol Peters (2) Daniel Ryan (2)      | Vlag van Verenigde Staten (1912-1959) | 16 |
| 4      | Nesta Davies Paul Thomas              | Vlag van Verenigd Koninkrijk          | 20 |
| 5      | Virginia Hoyns Donald Jacoby          | Vlag van Verenigde Staten (1912-1959) | 23 |
| 6      | Lydia Boon (2) Adrian van Dam (2)     | Vlag van Nederland                    | 30 |
| 7      | Carmel Bodel (2) Edward Bodel (2)     | Vlag van Verenigde Staten (1912-1959) | 36 |
| 8      | Albertine Brown (2) Nigel Brown (2)   | Vlag van Zwitserland                  | 42 |
| 9      | Helga Binder Edwin Fuhrich            | Vlag van Oostenrijk                   | 45 |
| 10     | Catharina Odink (2) Jacobus Odink (2) | Vlag van Nederland                    | 50 |
| 11     | Luzzi Fischer Rudolf Zorn             | Vlag van Oostenrijk                   | 54 |
| 12     | Luise Lehner Hans Kutschera           | Vlag van Oostenrijk                   | 59 |

Medaillewinnaars

Mannen · 
Vrouwen ·
Paren · 
IJsdansen

 Toernooi

1896 · 
1897 · 
1898 · 
1899 · 
1900 · 
1901 · 
1902 · 
1903 · 
1904 · 
1905 · 
1906 · 
1907 · 
1908 · 
1909 · 
1910 · 
1911 · 
1912 · 
1913 · 
1914 · 
1915-1921 · 
1922 · 
1923 · 
1924 · 
1925 · 
1926 · 
1927 · 
1928 · 
1929 · 
1930 · 
1931 · 
1932 · 
1933 · 
1934 · 
1935 · 
1936 · 
1937 · 
1938 · 
1939 ·
1940-1946 · 
1947 · 
1948 · 
1949 · 
1950 · 
1951 · 
1952 · 
1953 · 
1954 · 
1955 · 
1956 · 
1957 · 
1958 · 
1959 · 
1960 · 
1961 · 
1962 · 
1963 · 
1964 · 
1965 · 
1966 · 
1967 · 
1968 · 
1969 · 
1970 · 
1971 · 
1972 · 
1973 · 
1974 · 
1975 · 
1976 · 
1977 · 
1978 · 
1979 · 
1980 · 
1981 · 
1982 · 
1983 · 
1984 · 
1985 · 
1986 · 
1987 · 
1988 · 
1989 · 
1990 · 
1991 · 
1992 · 
1993 · 
1994 · 
1995 ·
1996 · 
1997 · 
1998 · 
1999 · 
2000 · 
2001 · 
2002 · 
2003 · 
2004 · 
2005 · 
2006 ·
2007 ·
2008 ·
2009 ·
2010 ·
2011 ·
2012 ·
2013 ·
2014 ·
2015 ·
2016 ·
2017 ·
2018 ·
2019 · 
2020 · 
2021 ·
2022 ·
2023 ·
2024

 ISU-kampioenschappen

WK kunstschaatsen junioren ·
EK kunstschaatsen ·
Viercontinentenkampioenschap ·
Olympische Spelen